# 中山セイラ
中山 セイラ（なかやま セイラ、1983年11月22日 - ）は、日本の愛知県江南市出身の女子フェンシング選手。結婚後の性は山本。

## 経歴
朝日大学卒業。現役時代のコーチはヴォロディミル・ルカシェンコ。全日本選手権では3連覇を達成し、世界選手権ではベスト16入りをしている。